# Markus Heilig
Markus Heilig (uttal: ['haɪlɪɡ]), född 14 oktober 1959, är en svensk professor i psykiatri, verksam vid Centrum för social och affektiv neurovetenskap (CSAN) vid Linköpings universitet  och specialist på området beroendesjukdomar .
Heilig är sedan 2005 invald ledamot, och sedan 2012 Fellow av American College for Neuropsychopharmacology,  sedan 2020 ledamot av Kungliga Vetenskapsakademiens medicinklass, och sedan 2017 ledamot i styrelsen för Svensk förening för beroendemedicin, en sektion inom Svenska Läkaresällskapet och en intresseförening inom Sveriges Läkarförbund.
Heiligs forskargrupp studerar mekanismer bakom beroendesjukdomar och deras koppling till stress. Forskningen fokuserar bl.a. på mekanismer bakom att vissa individer väljer beroendemedel framför naturliga, friska belöningar, och fortsätter med sitt bruk trots negativa konsekvenser. En viktig grupp där detta studeras är personer som varit traumatiserade som barn, något som ugör en särskild riskfaktor för beroendeutveckling. Målet med forskningen är främja utveckling av nya, effektiva behandlingsmetoder.
Heilig har genom åren engagerat sig i samhällsdebatten. Han har verkat för att personer med beroendeproblem ska ha tillgång till effektiva, evidensbaserade behandlingsmetoder, och att de ska bemötas med samma respekt och omtanke som anses självklar inom andra delar av sjukvården. En viktig debatt i det sammanhanget var att få bort ideologiskt motiverade restriktioner för personer med opioidberoende att få behandling med läkemedlen metadon och buprenorfin. Enligt Heilig har straff ingen effekt på missbruk.
Heilig är även verksam när det gäller att förmedla populärvetenskap. Han har skrivit flera böcker, bl.a. om beroendemekanismer,  och om biologiska mekanismer bakom könsskillnader i hjärnans struktur och funktion.  2021 uppmärksammades han, som en av flera medverkande forskare i SVT:s programserie Från savannen till Tinder. I serien försöker man lyfta fram könsskillnader och vad de beror på och resulterar i, i ett modernt samhälle.